# Есипов, Савва
Савва Есипов (? — после 1643) — русский летописец, автор Есиповской летописи.

## Биография
Даты жизни, место рождения и смерти Саввы Есипова неизвестны. Он приехал в Тобольск в начале 1620-х годов. Служил дьяком при архиепископах Макарии, Нектарии и Герасиме. Впервые упоминается в 1635 году. В 1636 году создал летопись, названную его именем, которая рассказывает о походе Ермака в Сибирь. В Есиповской летописи подчёркивается важная роль православия и Православной церкви в присоединении Сибири. В качестве источника были использованы Написание казаков о походе Ермака, созданное кем-то из участников похода, и составленный на его основе Синодик Ермаковым казакам. Возможно, Есипов написал два других произведения — «Сказание о явлении Абалацкой иконы Богородицы» (1641) и «Повесть о городах Таре и Тюмени» (1636—1642). Последнее упоминание Есипова относится к 1643 году, когда он отправился в Москву, чтобы сообщить о восстании служилых людей в Нарыме.

## Литература

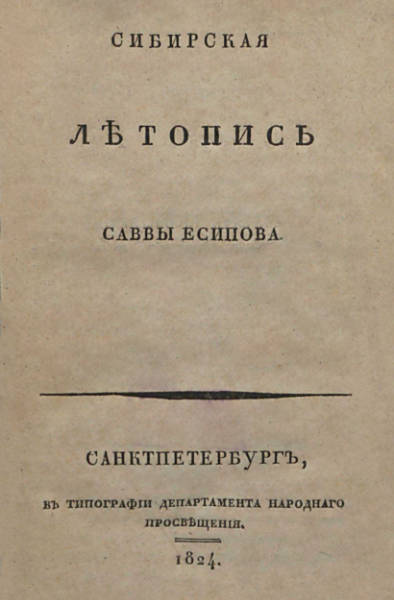
Сибирская летопись Саввы Есипова, издание 1824 года